# Allotoca
Genre
Allotoca est un genre de poissons de la famille des Goodeidae et de l'ordre des Cyprinodontiformes.

## Liste des espèces
Selon FishBase (30 juillet 2017) :
- Allotoca catarinae (de Buen, 1942)
- Allotoca diazi (Meek, 1902)
- Allotoca dugesii (Bean, 1887)
- Allotoca goslinei Smith & Miller, 1987
- Allotoca maculata Smith & Miller, 1980
- Allotoca meeki (Álvarez, 1959)
- Allotoca regalis (Álvarez, 1959)
- Allotoca zacapuensis Meyer, Radda & Domínguez-Domínguez, 2001

Selon World Register of Marine Species (30 juillet 2017) :
- Allotoca catarinae (de Buen, 1942)
- Allotoca diazi (Meek, 1902)
- Allotoca goslinei Smith & Miller, 1987
- Allotoca maculata Smith & Miller, 1980
- Allotoca meeki (Álvarez, 1959)
- Allotoca regalis (Álvarez, 1959)
- Allotoca zacapuensis Meyer, Radda & Domínguez-Domínguez, 2001